# Lotte Denoo
Lotte Denoo, née le 5 novembre 1990 , est une judokate belge qui évolue parfois en moins de 52 kg (poids mi-légers) et parfois en moins de 57 kg (poids légers). Elle est membre du JC Antwerpen United.

## Palmarès
En 2011, Lotte Denoo remporte la médaille d'argent de l'European Cup de Borås en Suède.

Elle a été championne de Belgique en U17 en 2006 et en sénior en 2010 :
| Chpt de Belgique | Chpt de Belgique | 2007 | 2008 | 2009 | 2010 | 2011 |
| ---------------- | ---------------- | ---- | ---- | ---- | ---- | ---- |
| mi-légers        | -52 kg           | 3e   | -    | 3e   |      | 3e   |
| poids légers     | -57 kg           |      |      |      | 1er  |      |